# Theatermaker (beroep)
Theatermaker is een breed begrip voor een podiumkunstenaar die eigen theatervoorstellingen, performances of andere theatrale belevingen creëert. Hierbij kan concept, tekst, vormgeving, spel en regie van eigen hand komen, maar dit hoeft niet altijd zo te zijn.
De term theatermaker wordt meer algemeen ook gebruikt voor personen die betrokken zijn bij een theaterproductie, zoals acteurs en toneelregisseurs.